# Holice v Čechách
Holice (deutsch Holitz) ist eine Stadt in Tschechien. Sie liegt 16 Kilometer östlich von Pardubice und gehört zum Okres Pardubice.

## Geschichte

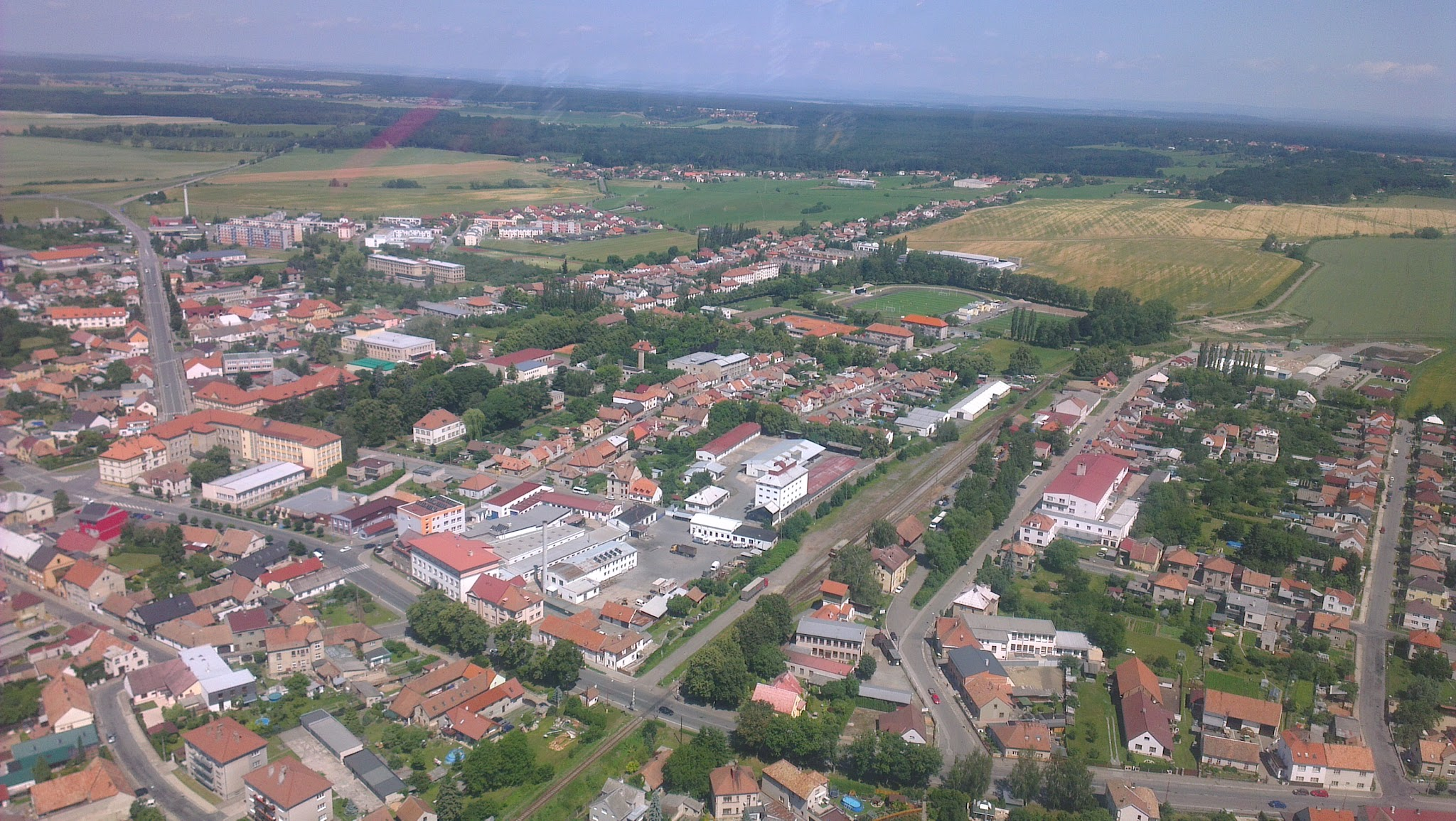
Holice – Panorama

1336 wurde der Ort unter dem deutschen Ortsnamen Ekleinsdorf erstmals urkundlich erwähnt. Weitere Bezeichnungen waren Eckleinsdorf und Helitz. Der Ort zählte bei seiner Gründung als Waldhufendorf zur in vorhussitischer Zeit bestehenden deutschsprachigen Ostpardubitzer Sprachinsel. Es gehörte zur Herrschaft Chvojnov im Chrudimer Kreis und war im Eigentum des böhmischen Königs Johann. Im 15. Jahrhundert spricht man bereits von einem Städtchen, welches kurze Zeit danach wegen der dort verbreiteten Holzbauweise ausbrannte. Stehen blieb das Rathaus, welches allerdings 1945 zerstört wurde.
Einer der wichtigsten Eigner der Stadt war Naptalim von Frimburg (z Frimburka), dessen Vater die Stadt 1481 erworben hatte. Naphtalim befreite die Einwohner von Steuern und Frondiensten, die Stadtrichter erhielten vollkommene Freiheit in ihren Entscheidungen, er gab der Stadt das Braurecht und ließ ein Stadtbad errichten.
Nach seinem Tod erhielt Holice 1493 Hynek Bradlecký von Mečkov, der es mit weiteren Privilegien ausstattete. 1507 gelangte es an Wilhelm II. von Pernstein.

## Gemeindegliederung

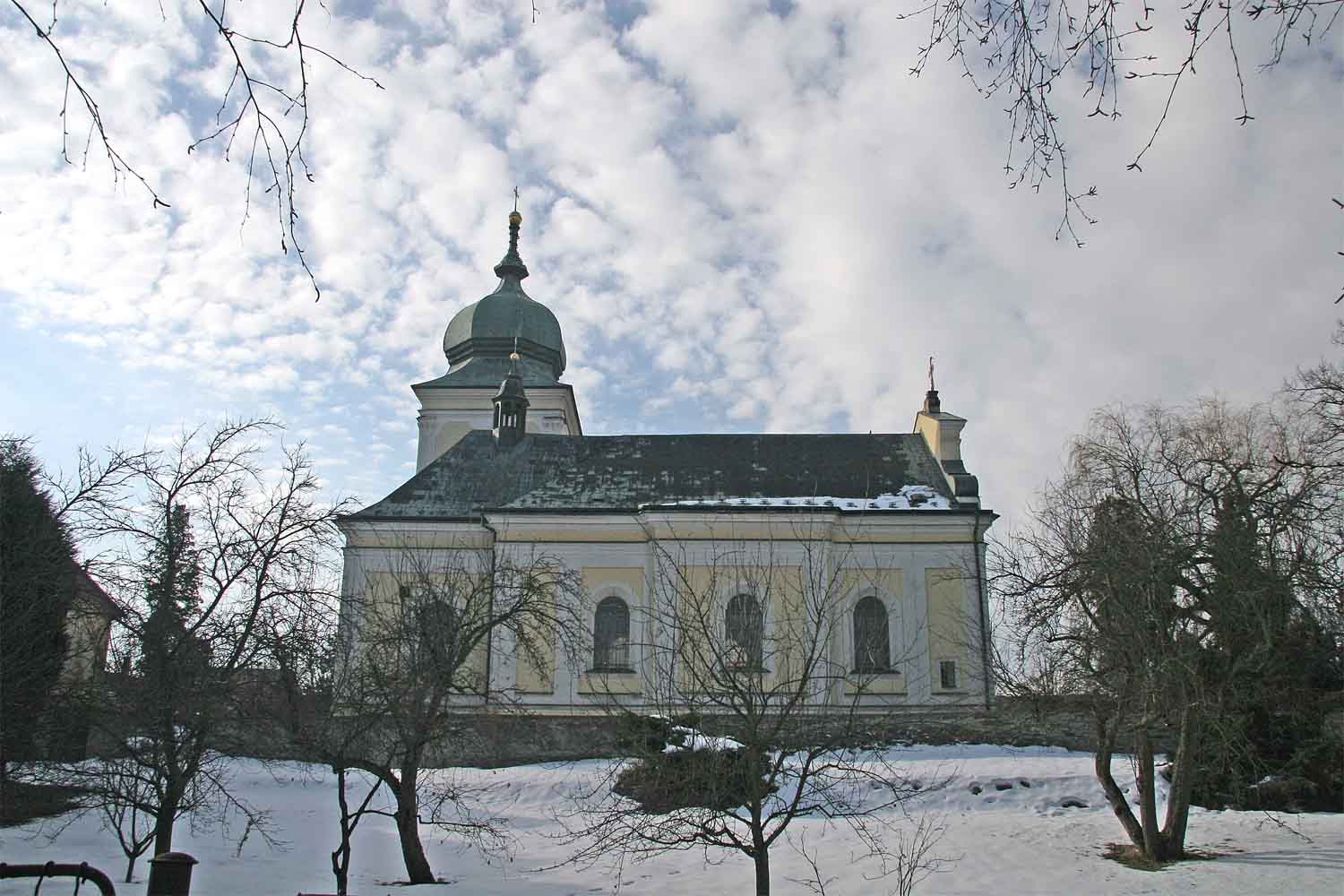
Kirche des hl. Martin

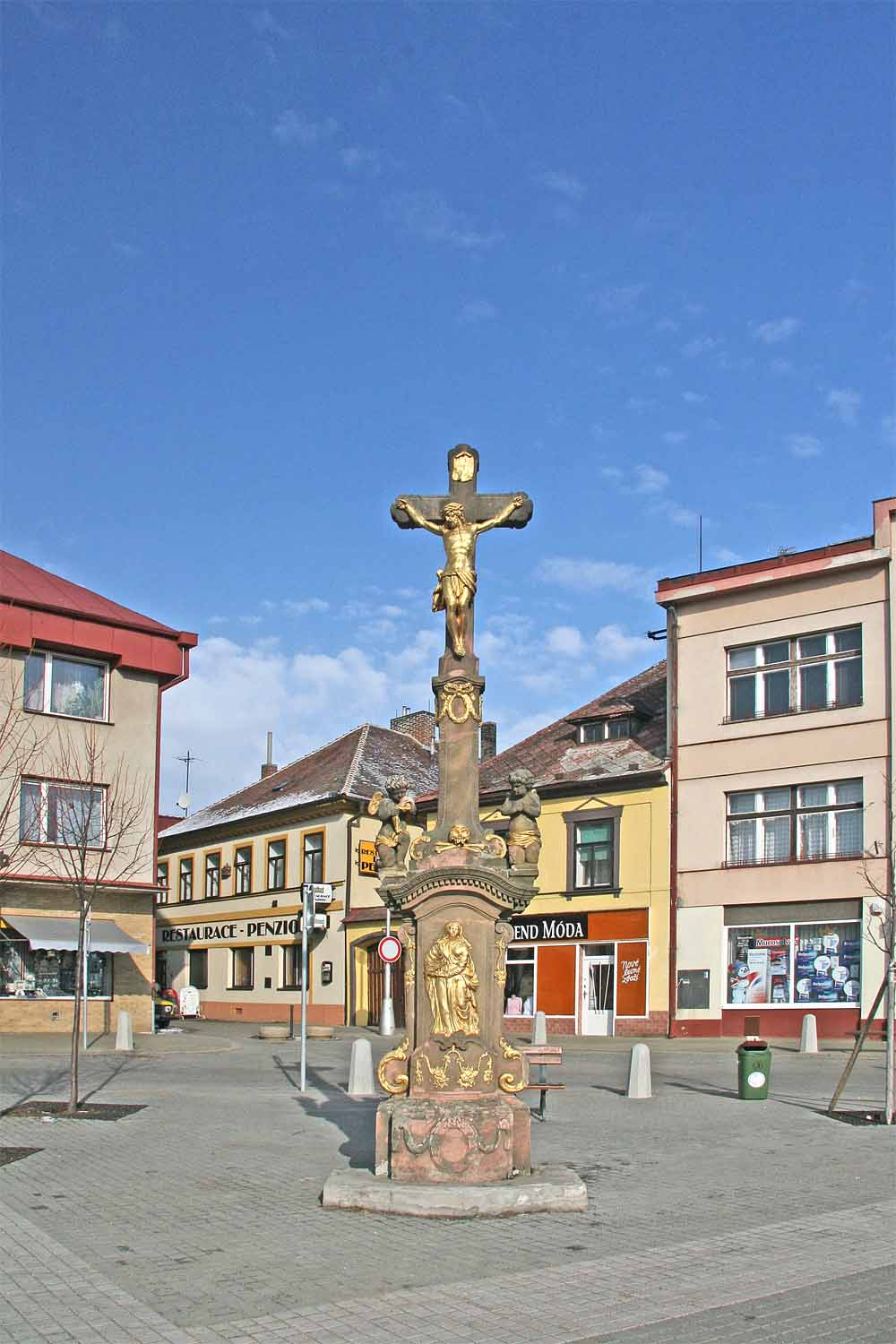
Ring

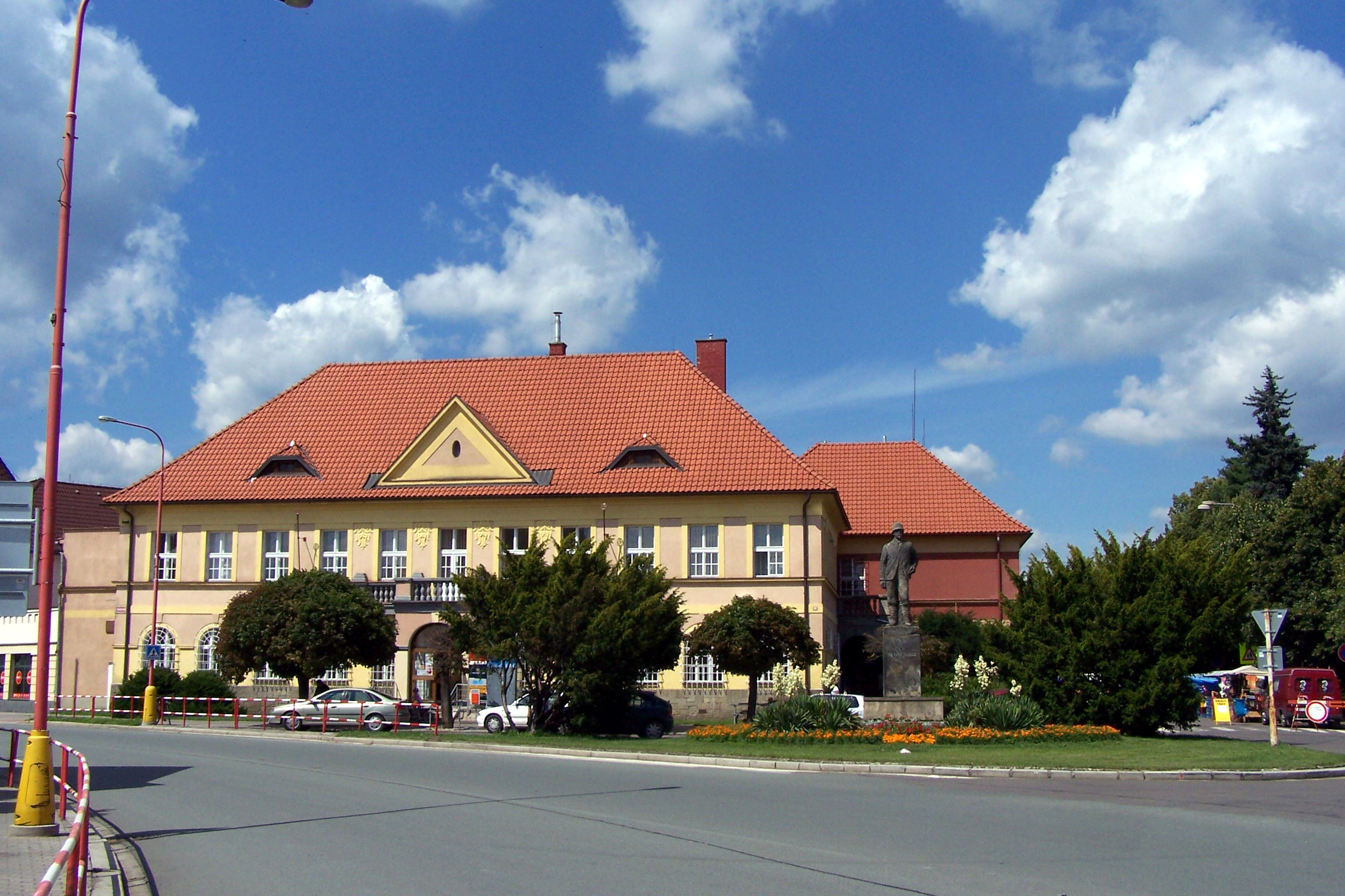
Postamt

Die Stadt Holice besteht aus den Ortsteilen Holice (Holitz), Kamenec (Kamenetz), Koudelka (Kaudelka), Podhráz (Podras), Podlesí (Podlesy), Roveňsko (Trauerdorf) und Staré Holice (Alt Holitz). Grundsiedlungseinheiten sind Holice-jih, Holice-sever, Javůrka, Koudelka, Pod Homolí, Pod Kamencem, Podhráz, Podlesí-Kamenec, Roveňsko und Staré Holice.
Das Gemeindegebiet bildet den Katastralbezirk Holice v Čechách.

## Söhne und Töchter der Stadt
- Ambros Bečička / Becziczka (1780–1861), seit 1825 Abt des Zisterzienserstifts Lilienfeld
- Theo Benesch (1899–1954), deutscher Politiker (NSDAP) und Mitglied im nationalsozialistischen Reichstag
- Vojtěch Cach (1914–1980), tschechischer Schriftsteller und Dramatiker
- Emil Holub  (1847–1902), Afrikaforscher
- Eduard Horak (1838–1892), österreichischer Klavierpädagoge und Begründer einer Musikschule in Wien
- Harry Horner (1910–1994), Bühnen- und Filmarchitekt, Regisseur und Produzent
- Eric Stein (1913–2011), österreichisch-US-amerikanischer Jurist, Hochschullehrer
- Jan Kačer (1936–2024), tschechischer Schauspieler, Regisseur und Drehbuchautor
- Karel Malich (1924–2019), tschechischer Bildhauer, Maler und Grafiker
- Kateřina Dudková (* 1988), tschechische Triathletin